# Дом, в котором жил Лев Толстой (Симферополь)
Дом, в котором жил Лев Толстой — двухэтажное здание, находящееся в Симферополе на улице Толстого. Здание построено в 1830-е годы. Памятник градостроительства и архитектуры.

## История

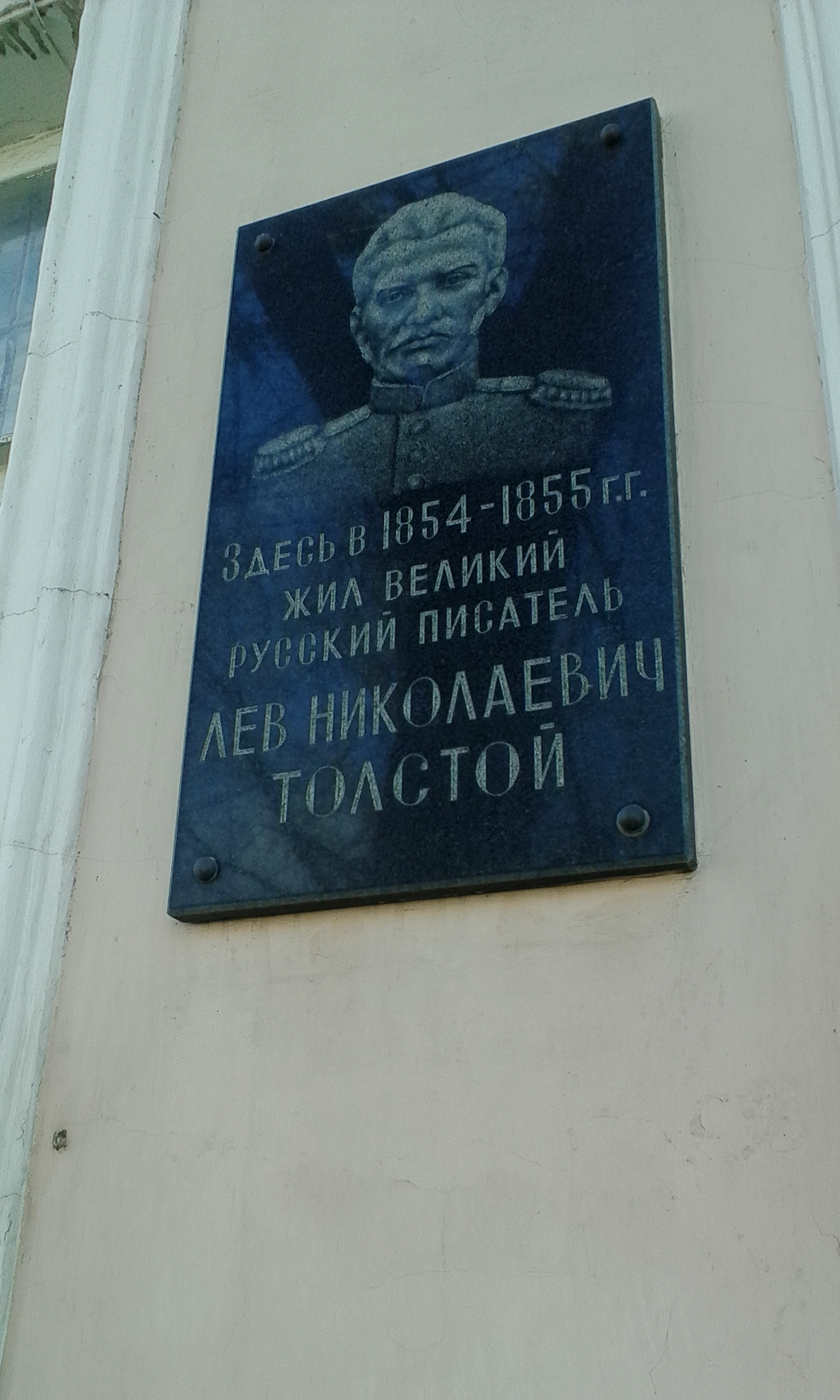
Мемориальная доска, 2015 год

Одноэтажный дом был построен в 1830-е годы, а спустя двадцать лет был надстроен ещё один этаж. Принадлежал Фесенко. В квартире врача, краеведа и общественного деятеля Н. В. Плешкова останавливался писатель Лев Толстой. В этот период Толстой работал над рассказом «Севастополь в декабре». Позднее, в этом же доме проживал писатель Сергей Аксаков.
В марте 1904 года ещё при жизни Льва Толстого улицу Слободскую, на которой он проживал, переименовали в его честь. В январе 1988 года на фасаде здания была установлена мемориальная табличка с барельефом Толстого и текстом: «Здесь в 1854—1855 гг. жил великий русский писатель Лев Николаевич Толстой». Скульптор — Виктор Гордеев.
Решением Крымского облисполкома от 5 сентября 1969 года здание как «Дом Фесенко (дом, в котором жил Л. Н. Толстой)» было включено в список памятников. 15 января 1980 года Крымский облисполком установил охранную зону в пределах площади здания. После аннексии Крыма Россией, постановлением Совета министров Республики Крым от 20 декабря 2016 года, дом был признан объектом культурного наследия России регионального значения как памятник градостроительства и архитектуры.